# Třída Sierra (1998)
Třída Sierra je třída oceánských hlídkových lodí mexického námořnictva.

## Stavba
Třídu tvoří celkem čtyři jednotky, které postavily mexické loděnice Salina Cruz Naval SY v Salina Cruz a Tampico Naval SY v Tamanlipas.
Jednotky třídy Sierra:
| Jméno                       | Spuštěna | Vstup do služby | Poznámka                    |
| --------------------------- | -------- | --------------- | --------------------------- |
| Justo Sierra Mendéz (P 141) | 1998     | 1. června 1999  | aktivní                     |
| Benito Juárez (P 142)       | 1998     | 1. června 1999  | poškozena požárem, vyřazena |
| Guillermo Prieto (P 143)    | 1999     | 18. září 1999   | aktivní                     |
| Matias Romero (P 144)       | 1999     | 17. září 1999   | aktivní                     |

## Konstrukce
Výzbroj tvoří jeden 57mm kanón Bofors L/70 Mk3. Na zádi se nachází přistávací plocha pro vrtulník. Pohonný systém tvoří dva diesely Caterpillar 3616 o celkovém výkonu 12 394 bhp. Lodní šrouby jsou dva. Nejvyšší rychlost dosahuje 18 uzlů.